# Ernest Majo
Ernest Majo (von Majowski) (Herne, Noordrijn-Westfalen, 25 augustus 1916 – Schramberg, Baden-Württemberg, 22 augustus 2002) was een Duits componist, dirigent, musicus en professor in muziek. Hij gebruikte verder de pseudoniemen Jean Arimont en Ernst Sloma.

## Levensloop
Opgegroeid in een muzikale familie begon hij zijn muziekstudies in 1932 aan de Folkwang Hochschule te Essen in de vakken compositie bij Ottmar Gerster (1897-1969) alsook instrumentatie en harmonieleer bij Hermann Erpf (1891-1969). 
In 1936 ging hij in een Marine-Muziekkorps. In 1938 speelde hij in het stedelijk orkest in Gera, Ratibor en Hildesheim. In 1940 moest hij nog eens naar het leger en wederom in het Marine-Muziekkorps.
Na de Tweede Wereldoorlog ging hij opnieuw naar Hildesheim. Van 1956 tot 1962 was hij lid van verschillende militaire kapellen van de Duitse Bundeswehr. Daarna vertrok hij naar Schramberg in het Zwarte Woud en werd daar Stedelijke Muziekdirecteur van 1967 tot 1976 en ook was hij leider van de plaatselijke muziekschool.
Hij behoorde tot die generatie, die het advies van Paul Hindemith, ...het grote potentieel van muziekamateurs mag niet alleen gelaten worden...', ernstig genomen heeft en die daarmee op het gebied van de harmonie- en fanfareorkesten en brassbands succes had. Zijn oeuvre omvat rond 250 gepubliceerde orkestwerken. De thematische lijst van zijn werken maakt duidelijk, wat al tot het vanzelfsprekende repertoire van een componist, die voor blaasorkesten schrijft, telt: zowel de mars als het symfonisch gedicht, zowel de pedagogische speelmuziek als de avant-gardecompositie, absolute en functionele, buitenlucht- en concertzaalmuziek, geestelijke en burgerlijke werken.

## Composities

### Werken voor harmonieorkest
- 1959 Capriccio
- 1959 Jüdländische Passion
- 1962 Vier Madrigale
- 1965 Zwei melodische Stücke
- 1970 Festliche Bläsermusik
- 1970 Impressionen einer alten Stadt
- 1973 Festliches Barock
- 1975 Attila, symfonisch gedicht
- 1975 Grimming Impressionen
- 1975 Sinfonietta Nr. 1
- 1975 Toccata prima
- 1976 Ave Maria naar Johann Sebastian Bach en Charles Gounod voor harmonieorkest
- 1976 King Lear symfonisch gedicht
- 1976 Concertino fugato
- 1976 Schwedische Rhapsodie
- 1977 Triptychon naar taferelen van het Isenheimer Altar, te Colmar van Matthias Grünewald
- 1977 Erinnerungen eines Poeten Suite
- 1979 Konzert für Oboe und Blasorchester
- 1979 Spektakulum Nr. 2 symfonische sequenties over thema's uit de Radetzky-Marsch van Johann Strauss sr.
- 1980 Prologo sinfonico
- 1980 Toccata secunda
- 1980 Celebration Memory
  1. Grave, Grazioso LÄistesso Tempo
  2. Fugato-Choral
- 1980 Variationen und Fuge über ein Thema von Wolfgang Amadeus Mozart
- 1981 Toccatina
- 1984 Serenade fatale - Eine kleine Schlachtmusik
- 1985 Eisenerzer Festprolog
- 1985 Rhapsodische Sequenzen über B-A-C-H
- 1986 Extrafonie thematische reflecties - suite in 3 bewegingen
  1. Rigoroso
  2. Aria chromatica
  3. Thema a la Marcia und Fuga
- 1987 Sonthofen Suite - Alpenimpressionen
- 1987 1. Sinfonie - "Aus der alten Welt"
  1. Allegro
  2. Largo
  3. Scherzo
  4. Finale-Choral
- Adriatische Nächte ouverture
- Balkanfieber
- Cowboyspiele
- Das Zaubernetz ouverture
- Der kleine Tambour
- Ein Rosenstrauss (Ständchen)
- Erinnerungen an Island
- Ferienzeit
- Fiesta España ouverture
- Fröhlicher Alltag ouverture
- Happy End ouverture
- Happy Time
- Hava nagila Israëlische fantasie
- Hungaria
- Hyde-Park-Promenade ouverture
- In dulci Jubilo feestmuziek voor kerstmis
- Intrade
- Jugend-Ouvertüre
- Kinderland ouverture
- Maestoso
- March of Westminster
- Mississippi-Melodie fantasie
- Musik der Welt
- Nordische Fahrt ouverture
- Ouvertüre Scherzando
- Pik As
- Platzkonzert ouverture
- Präludium für Blasorchester
- Prelude miniature
- Puszta Legende
- Rhapsodie française
- Russlandia rapsodie
- Serenade für Elisabeth
- Schlesische Rhapsodie
- Schwaben Express
- Schwäbische Geschichten
- Slavonische Rhapsodie
- Sur le pont d'Avignon rapsodie
- Vaganten Ouvertüre
- Vorspruch (Prolog)
- Weihnachtliche Sinfonia
- Weihnachtszyklus
- Zirkus-Premiere ouverture
- Zwei melodische Stücke (Der Morgen / Der Abend)